# Нитрянский автономный край (Словакия)
Нитрянский автономный край[уточнить] (словац. Nitriansky samosprávny kraj) — один из восьми автономных самоуправляемых краёв Словакии. Административный центр — город Нитра.
Нитрянский автономный край — это регион с богатой историей, множеством термальных источников и высококачественными сортами вина. Он считается одним из самых тёплых и плодородных сельскохозяйственных центров Словацкой Республики. Краем управляют глава края и Совет края, который состоит из 54-х депутатов.
Край разделён на 7 округов: Комарно, Левице, Нове-Замки, Шаля, Нитра, Топольчаны и Злате-Моравце.

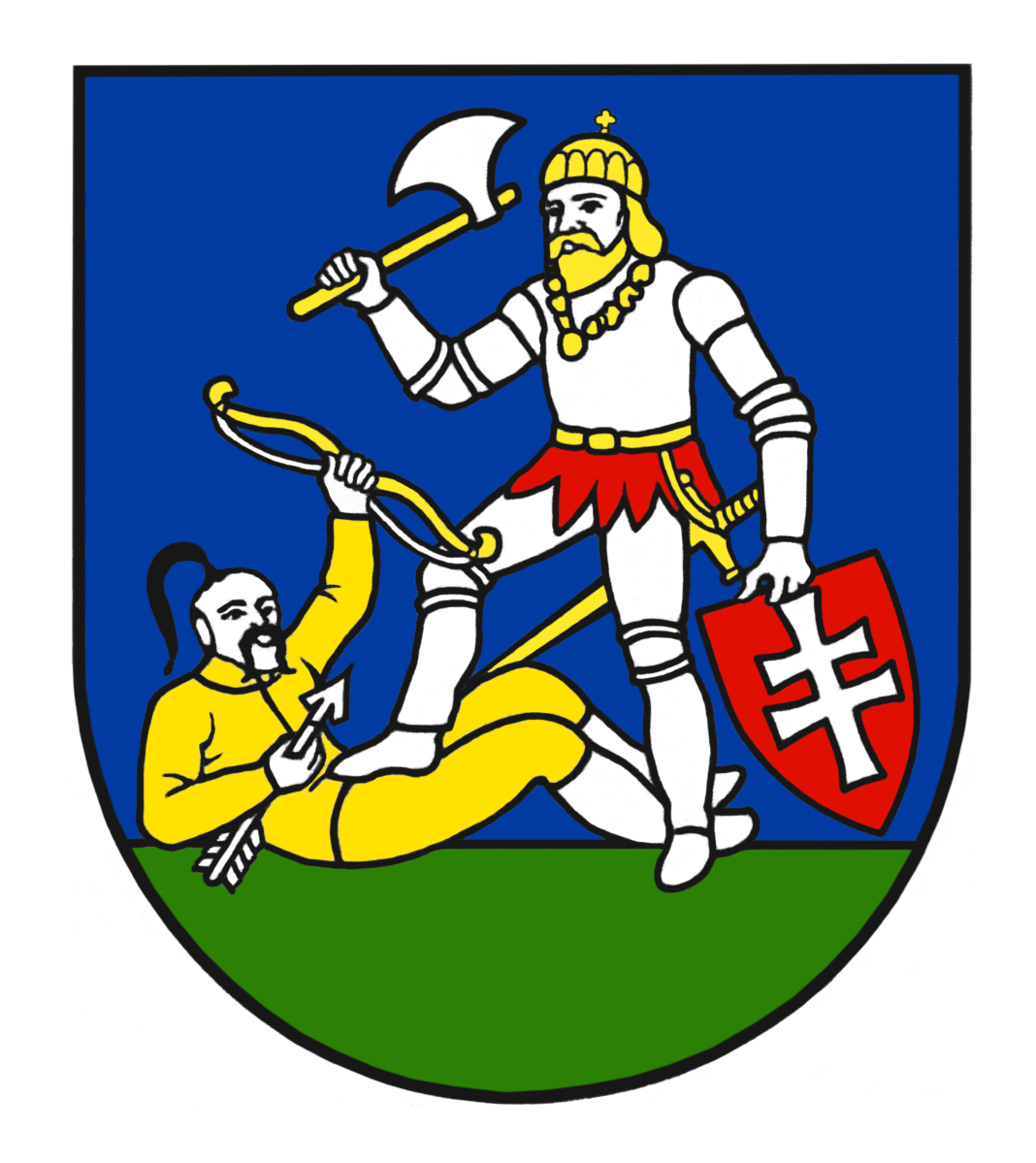

## Правительство Нитрянского автономного края
Правительство выполняет задачи, поставленные Советом края, главой края и иными органами власти, созданными Советом. Правительство Нитрянского автономного края (ÚNSK) был создано 1 января 2002 года. Работой Правительства управляет и организует её глава Правительства, который о своей деятельности отчитывается перед главой края. Правительство Нитрянского автономного края делится на девять департаментов. Каждым департаментом управляет начальник департамента.

## Главы Нитрянского автономного края
- 2001 — 2005 — Милан Белица (Движение за демократическую Словакию, Партия левых демократов, Партия «Центр», Партия гражданского понимания).
- 2005 — 2009 — Милан Белица (Партия левых — Движение за демократическую Словакию, Коммунистическая партия — Объединённая словацкая национальная партия, Правая словацкая национальная партия, Левый блок, Аграрная партия села).
- 2009 — 2013 — Милан Белица (Партия СМЕР, Словацкий христианско-демократический союз-Демократическая партия, Христианско-демократическое движение).
- 2013 — 2017 — Милан Белица (Партия СМЕР, Словацкая национальная партия, Аграрная партия села).

## Представительство Нитрянского автономного края
Представительство Нитрянского автономного края состоит из 54-х депутатов, избираемых путём прямого голосования.
См. категории: Списки депутатов Нитрянского автономного края 

## Краткие сведения
Наивысшая точка — гора Большой Иновец, высота — 901 метр над уровнем моря.
Площадь — 6 343,4  км² (634 340 га).
Население — 689 867 (на 20.05.2011).
Плотность населения — 108,75 чел./кв.км.
Часовой пояс — Центральноевропейское время (Всемирное координированное время + 1 час, летом + 2 часа).
Количество округов — 7 (см.выше).
Сайт края — www.unsk.sk.